# USS Valley Forge (CV-45)
El USS Valley Forge (CV-45) fue un portaaviones de la clase Essex de la Armada de los Estados Unidos. Fue el primer buque de la Armada en llevar este nombre, nombrado en honor a Valley Forge, el sitio del campamento del Ejército Continental del general George Washington en el invierno de 1777–1778. El Valley Forge fue asignado en noviembre de 1946, demasiado tarde para servir en la Segunda Guerra Mundial, pero vio servicio extenso en la guerra de Corea y la Guerra de Vietnam. Fue reclasificado a principios de 1950 como portaaviones de ataque (CVA), después como portaaviones antisubmarino (CVS) y finalmente a buque de asalto anfibio (LPH), llevando helicópteros y marines. Como CVS sirvió en el Atlántico y el Caribe. Fue el buque de recuperación de la primera misión espacial no tripulado Mercury. Después de la conversión a LPH sirvió extensamente en la Guerra de Vietnam. El Valley Forge fue galardonado con ocho estrellas de batalla por su servicio en la guerra de Corea y nueve por el servicio en Vietnam, así como tres Navy Unit Commendation.
A pesar de que fue ampliamente modificado internamente como parte de su conversión a LPH, las modificaciones externas fueron menores, por lo que a lo largo de toda su carrera el Valley Forge conservó la apariencia clásica de un clase Essex de la Segunda Guerra Mundial. Fue dado de baja en 1970 y vendido como chatarra en 1971.